# 連珠世界選手権
連珠世界選手権（れんじゅせかいせんしゅけん、英 : Renju World Championship）とは2年に1回連珠国際連盟主催で開催される連珠の世界選手権大会である。1989年に個人世界選手権（奇数年開催）、1996年にチーム世界選手権（偶数年開催）、1997年に女流世界選手権(奇数年開催)が開始された。

## 大会一覧

### 個人世界選手権
| 回 | 年     | 開催地                          | 優勝者                   | ２位                     | ３位                     |
| -- | ------ | ------------------------------- | ------------------------ | ------------------------ | ------------------------ |
| 1  | 1989年 | 京都（ 日本）                   | 中村茂                   | 奈良秀樹                 | 西村敏雄                 |
| 2  | 1991年 | モスクワ（ ソビエト連邦）       | 中村茂                   | 山口真琴                 | アルディス・レイムス     |
| 3  | 1993年 | アルイェプログ（ スウェーデン） | アンドゥ・メリティ       | 奈良秀樹                 | アルディス・レイムス     |
| 4  | 1995年 | タリン（ エストニア）           | 河村典彦                 | アンドゥ・メリティ       | ドミトリー・イリン       |
| 5  | 1997年 | サンクトペテルブルク（ ロシア） | 長谷川一人               | アンドゥ・メリティ       | 相楽俊                   |
| 6  | 1999年 | 北京（ 中国）                   | アンドゥ・メリティ       | イゴール・シネフ         | ステパン・カールソン     |
| 7  | 2001年 | 京都（ 日本）                   | アンドゥ・メリティ       | ウラジーミル・スシュコフ | イゴール・シネフ         |
| 8  | 2003年 | ヴァステーナ（ スウェーデン）   | トゥンネット・タイムラ   | ウラジーミル・スシュコフ | アンドゥ・メリティ       |
| 9  | 2005年 | タリン（ エストニア）           | アンドゥ・メリティ       | ウラジーミル・スシュコフ | コンスタンチン・チンギン |
| 10 | 2007年 | チュメニ（ ロシア）             | 呉鏑                     | コンスタンチン・チンギン | 山口釉水                 |
| 11 | 2009年 | パルドビツェ（ チェコ）         | ウラジーミル・スシュコフ | トゥンネット・タイムラ   | 曹冬                     |
| 12 | 2011年 | フースクバーナ（ スウェーデン） | 曹冬                     | 林皇羽                   | 黄金賢                   |
| 13 | 2013年 | タリン（ エストニア）           | トゥンネット・タイムラ   | 大角友希                 | ウラジーミル・スシュコフ |
| 14 | 2015年 | スーズダリ（ ロシア）           | 祁観                     | 林皇羽                   | 蘭志仁                   |
| 15 | 2017年 | 台北（ チャイニーズタイペイ）   | ウラジーミル・スシュコフ | 朱建鋒                   | 林書玄                   |
| 16 | 2019年 | タリン（ エストニア）           | 曹冬                     | ウラジーミル・スシュコフ | 神谷俊介                 |
| 17 | 2023年 | イスタンブール（ トルコ）       | 芦海                     | 梅凡                     | 中山智晴                 |

### チーム世界選手権
| 回 | 年     | 開催地                          | 優勝者       | ２位                   | ３位           |
| -- | ------ | ------------------------------- | ------------ | ---------------------- | -------------- |
| 1  | 1996年 | サンクトペテルブルク（ ロシア） | ロシア       | エストニア             | ラトビア       |
| 2  | 1998年 | エレバン（ アルメニア）         | 中止         | 中止                   | 中止           |
| 3  | 2000年 | タリン（ エストニア）           | ロシア-1     | スウェーデン           | 日本           |
| 4  | 2002年 | ヴァステーナ（ スウェーデン）   | ロシア-1     | エストニア             | スウェーデン-1 |
| 5  | 2004年 | チュメニ（ ロシア）             | ロシア-1     | エストニア             | ロシア-2       |
| 6  | 2006年 | タリン（ エストニア）           | ロシア-1     | エストニア-1           | 中国           |
| 7  | 2008年 | ヘルシンキ（ フィンランド）     | エストニア   | ロシア-1               | 中国           |
| 8  | 2010年 | 東京（ 日本）                   | 中国         | エストニア-1           | 日本-1         |
| 9  | 2012年 | 北京（ 中国）                   | 日本         | 中国-1                 | 中国-2         |
| 10 | 2014年 | 台北（ チャイニーズタイペイ）   | エストニア   | チャイニーズタイペイ-1 | 日本-1         |
| 11 | 2016年 | タリン（ エストニア）           | エストニア-1 | 中国                   | ロシア-1       |
| 12 | 2018年 | サンクトペテルブルク（ ロシア） | 中国         | 日本                   | ロシア-2       |
| 12 | 2024年 | 新泰市（ 中国）                 | 中国-2       | 中国-1                 | 中国-3         |

### 女流世界選手権
| 回 | 年     | 開催地                          | 優勝者               | ２位                   | ３位                     |
| -- | ------ | ------------------------------- | -------------------- | ---------------------- | ------------------------ |
| 1  | 1997年 | サンクトペテルブルク（ ロシア） | イリーナ・メトレベリ | ナタリア・バシリエワ   | エレナ・レベデワ         |
| 2  | 1999年 | 北京（ 中国）                   | ユリア・サブラソワ   | イリーナ・メトレベリ   | エレナ・レベデワ         |
| 3  | 2001年 | 京都（ 日本）                   | ユリア・サブラソワ   | イリーナ・メトレベリ   | 許紋菁                   |
| 4  | 2003年 | ヴァステーナ（ スウェーデン）   | ユリア・サブラソワ   | 楊筱玉                 | イリーナ・メトレベリ     |
| 5  | 2005年 | タリン（ エストニア）           | オクサナ・ソロキナ   | イリーナ・メトレベリ   | マリス・トゥビケネ       |
| 6  | 2007年 | チュメニ（ ロシア）             | タチアナ・クラエワ   | オクサナ・ソロキナ     | イリーナ・メトレベリ     |
| 7  | 2009年 | パルドビツェ（ チェコ）         | ユリア・サブラソワ   | 姚金蕊                 | 胡夕                     |
| 8  | 2011年 | フースクバーナ（ スウェーデン） | 新井和美             | イリーナ・メトレベリ   | アナスタシア・オボリーナ |
| 9  | 2013年 | タリン（ エストニア）           | イリーナ・メトレベリ | キラ・ラシュコ         | オルガ・クルディーナ     |
| 10 | 2015年 | スーズダリ（ ロシア）           | キラ・ラシュコ       | 汪清清                 | イリーナ・メトレベリ     |
| 11 | 2017年 | 台北（ チャイニーズタイペイ）   | 簡詠璇               | 汪清清                 | 劉恂                     |
| 12 | 2019年 | タリン（ エストニア）           | 呉志琴               | 李小青                 | イリーナ・メトレベリ     |
| 13 | 2023年 | イスタンブール（ トルコ）       | 汪清清               | エカテリーナ・ポロヒナ | 藤田麻衣子               |